# Lịch sử Croatia

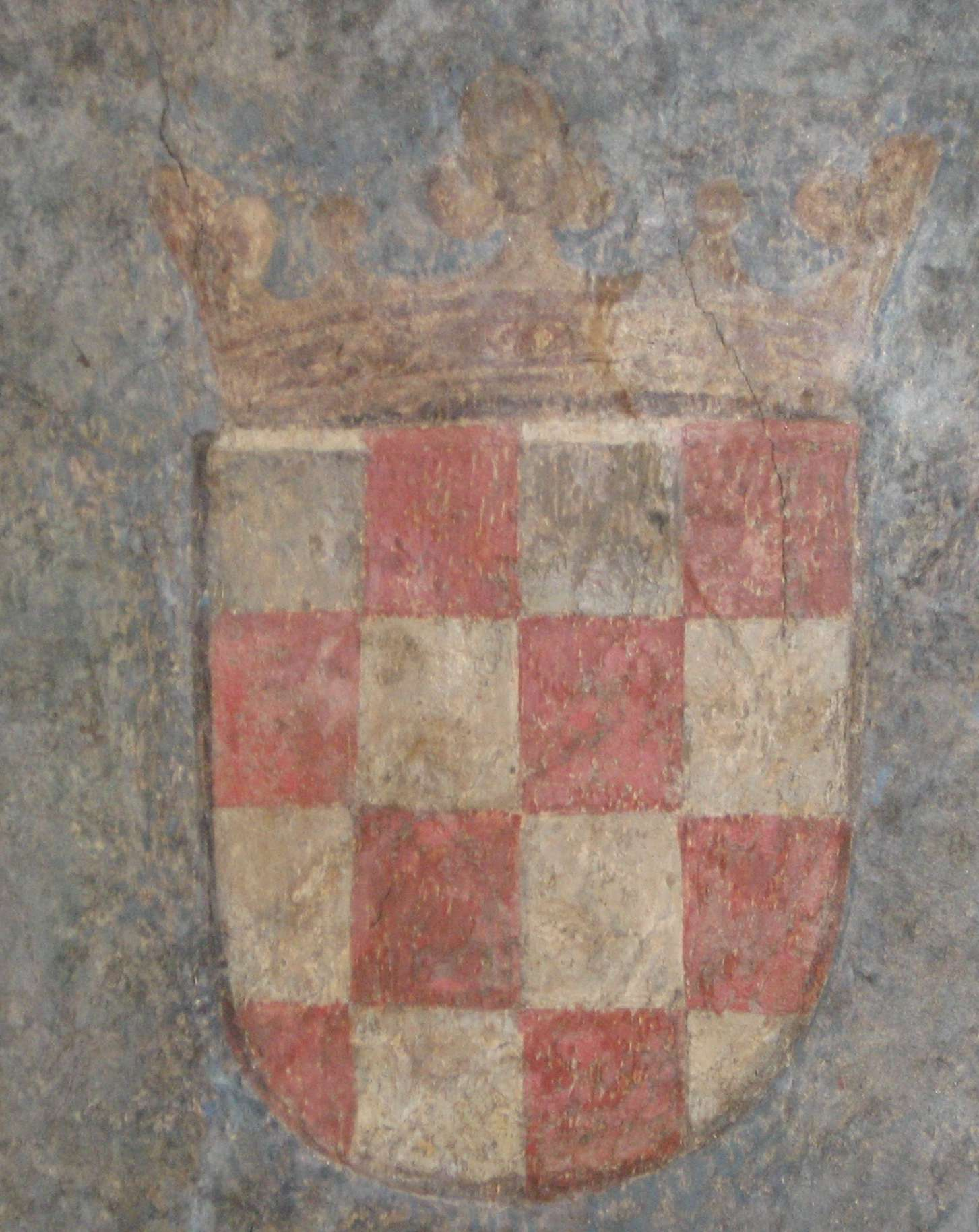
Phù hiệu áo giáp năm 1495 trở thành quốc huy Croatia đương đại.

Những dấu hiệu sớm nhất của chính thể Croatia biệt lập được cho là thế kỷ VII sau Công Nguyên, nhưng phải đến thế kỷ X trên lãnh thổ Croatia ngày nay mới có một vương quốc hoàn chỉnh và đủ mạnh để tồn tại nhiều thế kỷ. Từ cơ sở đó, các hình thức ngày càng lớn của văn hóa và sắc tộc Croatia bản địa dần trỗi dậy.

## Khởi nguyên

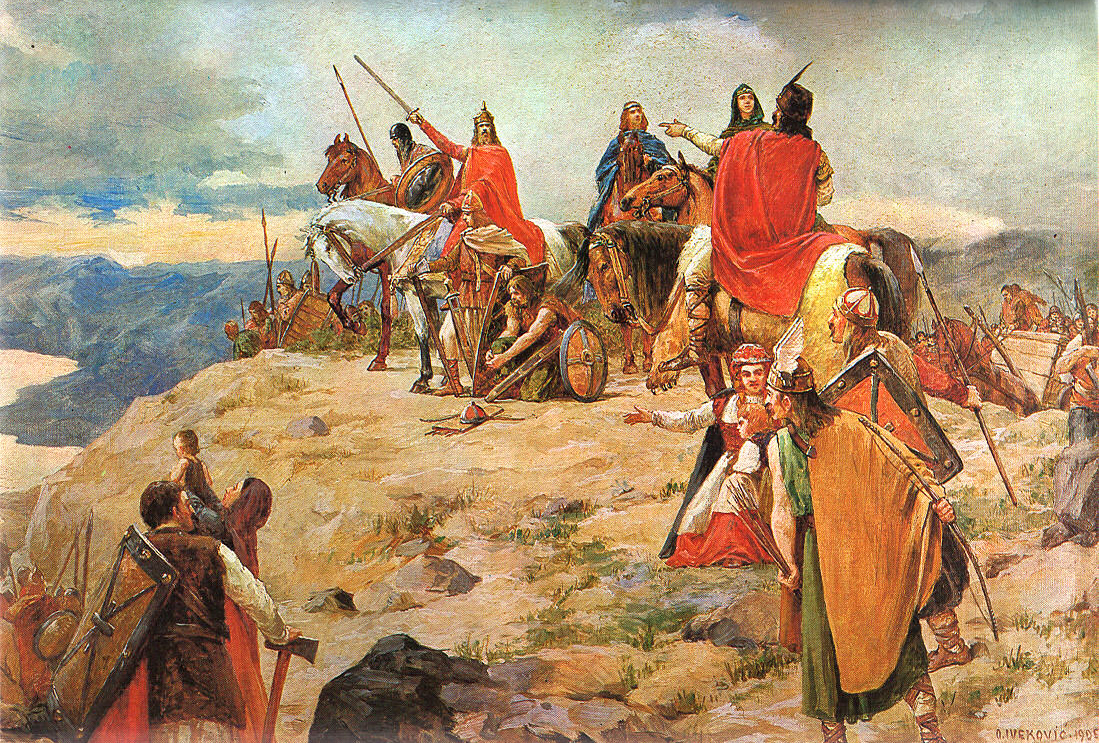
Oton Iveković, Những người Croat đặt trên lên những bờ biển Adriatic

Đất Croatia ngày nay đã có người ở trong suốt thời tiền sử. Các hoá thạch của người Neanderthal có niên đại từ giữa Thời kỳ đồ đá cũ đã được khai quật trong khu vực Krapina và Vindija. Những di tích gần đây hơn (hậu Mousterian) của người Neanderthal đã được tìm thấy tại Mujina pećina gần bờ biển.
Đầu Thời kỳ đồ đá mới, các nền văn hoá Starčevo, Vučedol và Hvar đã xuất hiện rải rác trong khu vực. Thời kỳ đồ sắt còn để lại dấu vết trong văn hoá Hallstatt (người Illyrian thời kỳ đầu) và văn hoá La Tène (người Celt).
Sau đó vùng này là nơi sinh sống của người Liburnian và người Illyrian, và các thuộc địa của Hy Lạp đã được thành lập trên hòn đảo Vis (bởi Dionysius I của Syracuse) và Hvar.

## Thời kì bành trướng của đế chế La Mã
Năm 9 Công Nguyên lãnh thổ Croatia hiện nay trở thành một phần của Đế chế La Mã. Hoàng đế Diocletian đã xây dựng một cung điện to lớn tại Split nơi ông về nghỉ ngừng các hoạt động chính trị năm 305. Ở thế kỷ thứ V Hoàng đế cuối cùng của La Mã Julius Nepos đã cai trị đế chế nhỏ của mình từ Cung điện của Diocletian trước khi ông bị giết hại năm 480. Buổi đầu lịch sử Croatia chấm dứt với cuộc xâm lược của người Avar ở nửa đầu thế kỷ thứ VII và phá hủy hầu hết thị trấn La Mã. Những người Roma sống sót rút lui chiến lược để bảo vệ các địa điểm trên bờ biển, hòn đảo và các ngọn núi. Thành phố Dubrovnik hiện đại đã được xây dựng bởi những người sống sót đó.

### Tiểu quốcCroatia(VII - XI)

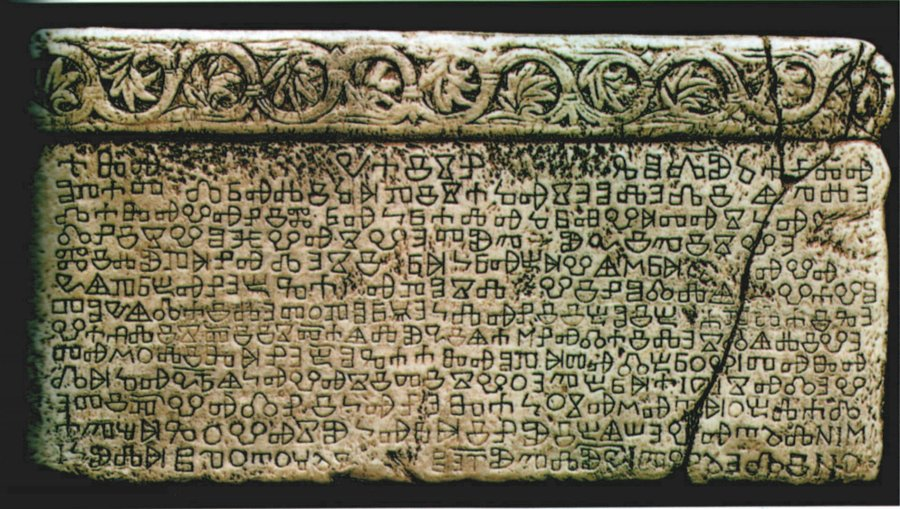
Thẻ Baška, bằng chứng cổ nhất về ký tự glagolitic

Người Croat đã tới vùng đất là Croatia hiện nay từ đầu thế kỷ thứ VII. Họ tổ chức thành hai lãnh địa công tước; Lãnh địa công tước Pannonia ở phía bắc và Lãnh địa công tước Littoral Croatia ở phía nam. Hoàng đế Constantine Porphyrogenitus đã viết rằng Porga, công tước của những người Croat Dalmatia, người đã được Hoàng đế Heraclius của Byzantine mời tới Dalmatia, đã yêu cầu Heraclius các giáo viên Thiên chúa giáo. Theo yêu cầu của Heraclius, Giáo hoàng John IV (640-642) đã gửi các giáo viên và những nhà truyền giáo tới Tỉnh Croatia. Những nhà truyền giáo đó đã cải đạo cho Porga, và nhiều người khác dưới quyền ông ta, sang đức tin Thiên chúa năm 640. Sự Thiên chúa giáo hoá người Croat hầu như hoàn thành ở thế kỷ thứ IX. Cả hai lãnh địa công tước đều trở thành chư hầu của Frankish hồi cuối thế kỷ thứ VIII, và cuối cùng trở thành độc lập ở thế kỷ sau đó.
Nhà cai trị Croatia bản xứ đầu tiên được công nhận bởi Giáo hoàng là công tước Branimir, người được Giáo hoàng John VIII gọi là dux Croatorum ("công tước của người Croat") năm 879. Công tước Tomislav của Littoral Croatia là một trong những thành viên có ảnh hưởng nhất của Triều đại Trpimirović. Ông đã thống nhất người Croat tại Dalmatia và Pannonia vào một vương quốc duy nhất năm 925. Nhà nước của Tomislav trải dài từ Biển Adriatic tới sông Drava, và từ sông Raša tới sông Drina. Dưới thời cầm quyền của ông, Croatia trở thành một trong những vương quốc hùng mạnh nhất châu Âu Trung cổ. Tomislav đã đánh bại các cuộc xâm lược của Arpads trên chiến trường và buộc họ phải vượt Drava. Ông cũng sáp nhập một phần của Pannonia. Nó gồm phần giữa các con sông Drava, Sava và Kupa, nên vương quốc của ông đã có biên giới chung với Bulgaria trong một khoảng thời gian. Đây là lần đầu tiên hai vương quốc Croatia được thống nhất, và toàn bộ người Croat ở trong một nhà nước. Liên minh sau này được Byzantine công nhận, và nó trao ngôi báu hoàng gia cho Stjepan Držislav và ngôi báu giáo hoàng cho vua Zvonimir. Vương quốc Croatia trung cổ đạt tới đỉnh điểm phát triển trong thời cầm quyền của các vị vua Petar Krešimir IV (1058–1074) và Zvonimir (1075–1089).

## Liên minh với Hungary (XII - 1526)

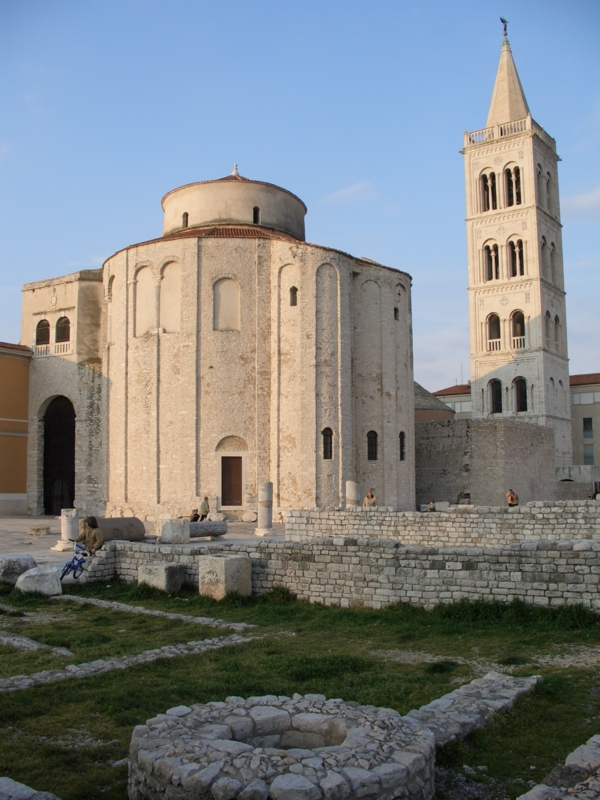
Kiến trúc Croatia trung cổ, Zadar

Sau sự mất đi của triều đình cầm quyền Croatia năm 1091, Ladislaus I của Hungary, anh/em của Jelena Lijepa, nữ hoàng cuối cùng của Croatia, trở thành vua của Croatia. Giới quý tộc Croatia tại Littoral phản đối việc này, dẫn tới một cuộc chiến tranh kéo dài 10 năm và việc công nhận vị vua cai trị người Hungary Coloman là vua của Croatita và Hungary theo hiệp ước năm 1102 (thường được gọi là Pacta conventa). Đổi lại, Coloman hứa duy trì Croatia như một lĩnh thổ riêng biệt, không đưa người Hungary vào định cư tại Croatia, để đảm bảo sự tự quản của Croatia dưới một Ban, và tôn trọng mọi quyền, luật, và những đặc quyền của Vương quốc Croatia. Trong liên minh này, Vương quốc Croatia không bao giờ mất quyền bầu vị vua của riêng mình, dù triều đình cầm quyền đã mất đi. Năm 1293 và 1403 Croatia đã chọn vị vua của họ, nhưng trong cả hai trường hợp Vương quốc Hungary đã tuyên chiến và liên minh được tái lập.
Trong 4 thế kỷ tiếp theo, Vương quốc Croatia nằm dưới quyền cai quản của Sabor và các Ban được vua Hungary chỉ định. Vương quốc Croatia và Slavonia vẫn là một thực thể lập hiến hầu như tách biệt về pháp luật, nhưng sự xuất hiện của một vị vua Hungary đã đưa lại những hậu quả khác như: sự xuất hiện của chế độ phong kiến và sự trỗi dậy của các gia đình quý tộc địa phương như Frankopan và Šubić. Congregatio Regni tocius Sclavonie Generalis năm 1273, tài liệu cổ nhất còn lại được viết bởi nghị viện Croatia, có từ giai đoạn này. Những vị vua sau đó đã tìm cách tái lập một số ảnh hưởng họ từng mất trước đây bằng cách trao một số đặc quyền cho các thị trấn. 

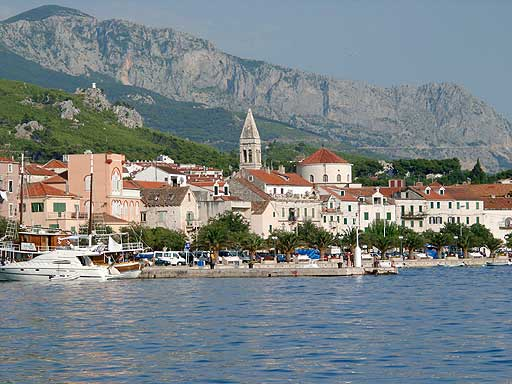
Cuối thế kỷ XV Đế chế Ottoman chinh phục Makarska

Giai đoạn đầu của liên minh riêng giữa Croatia và Hungary kết thúc năm 1526 với Trận Mohács và sự thất bại của các lực lượng Hungary trước Đế quốc Ottoman. Sau cái chết của Vua Louis II, giới quý tộc Croatia trong nghị viện Cetingrad đã lựa chọn triều Habsburg làm những vị vua cai trị mới của Vương quốc Croatia, dưới điều kiện rằng họ phải cung cấp quân đội và tài chính cần thiết để bảo vệ Croatia chống lại Đế chế Ottoman.

## Cộng hòa Dubrovnik

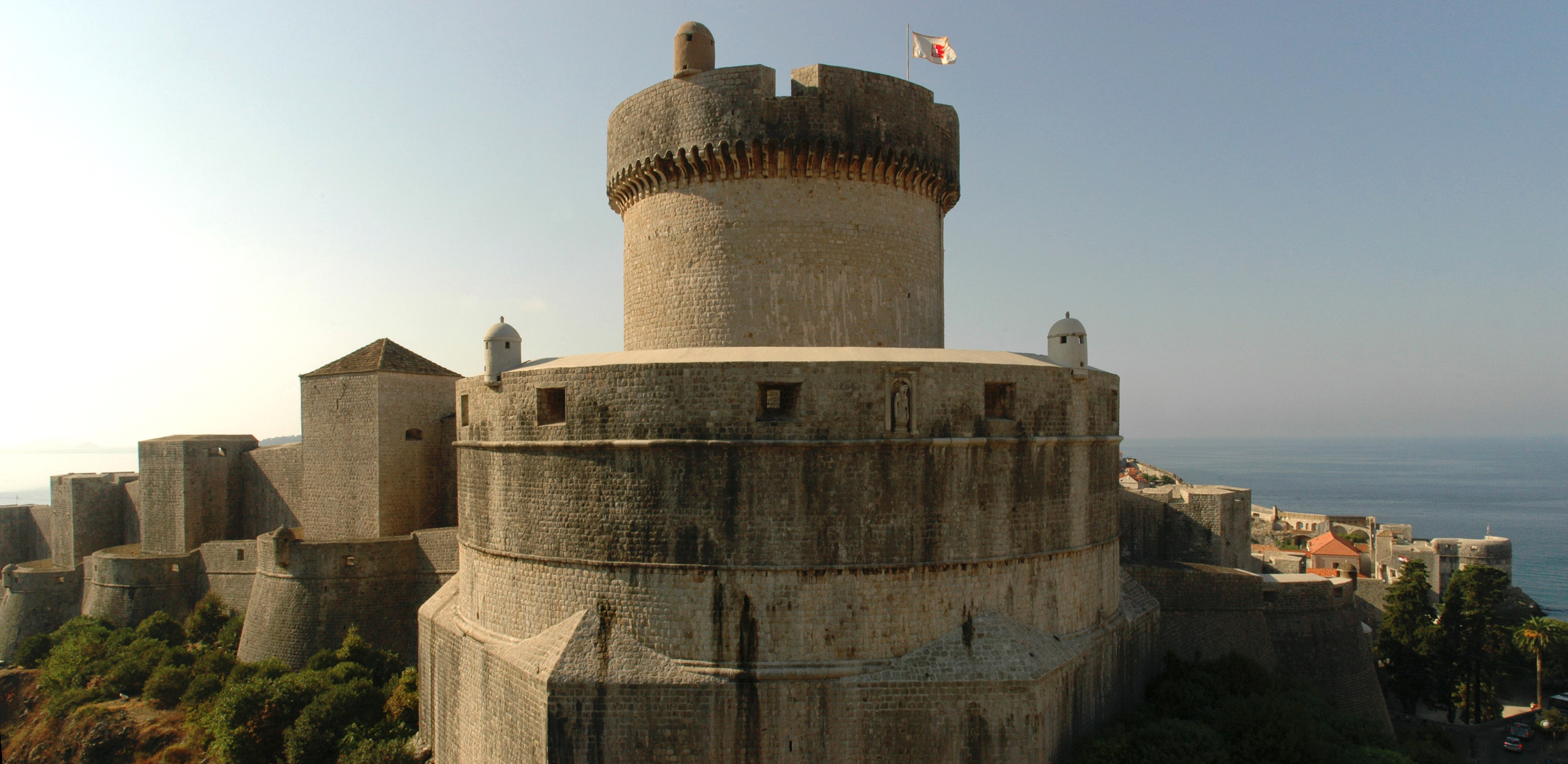
Những bức tường của Dubrovnik

Thành phố Dubrovnik được thành lập thế kỷ thứ VII sau khi những kẻ xâm lược Avar và Slavơ phá huỷ thành phố Epidaurum La Mã. Những người Roma sống sót bỏ trốn tới một hòn đảo nhỏ gần bờ biển nơi họ thành lập một khu định cơ mới. Trong thời Thập tự chinh lần thứ tư thành phố này rơi vào tầm kiểm soát của Cộng hoà Venice cho tớihiệp ước Zadar năm 1358, khi Venice bị vương quốc Croato-Hungarian đánh bại, mất quyền kiểm soát Dalmatia và Cộng hoà Dubrovnik trở thành một vương quốc chư hầu. Trong suốt 450 năm tiếp theo Cộng hoà Dubrovnik đầu tiên là chư hầu của Ottoman và sau đó của Triều đại Habsburg. Trong thời gian này nước cộng hoà trở nên giàu có nhờ thương mại.
Nước cộng hoà trở thành nơi xuất bản quan trọng nhất của văn học Croatia trong các giai đoạn Phục hưng và Baroque. Bên cạnh những nhà thơ và các tác gia như Marin Držić và Ivan Gundulić, những người mà tác phẩm của họ đóng vai trò quan trọng trong sự phát triển văn hoá Croatia, người nổi tiếng nhất Cộng hoà Dubrovnik là nhà khoa học Ruđer Josip Bošković, ông từng là một thành viên của Hội Hoàng gia và Viện hàn lâm Khoa học Nga. Nước cộng hoà tồn tại tới năm 1808 khi nó bị Napoleon sáp nhập. Ngày nay thành phố Dubrovnik là một địa điểm trong danh sách Địa điểm Di sản Thế giới của UNESCO và là một địa điểm du lịch nổi tiếng.

## Xung đột với Đế quốc Ottoman

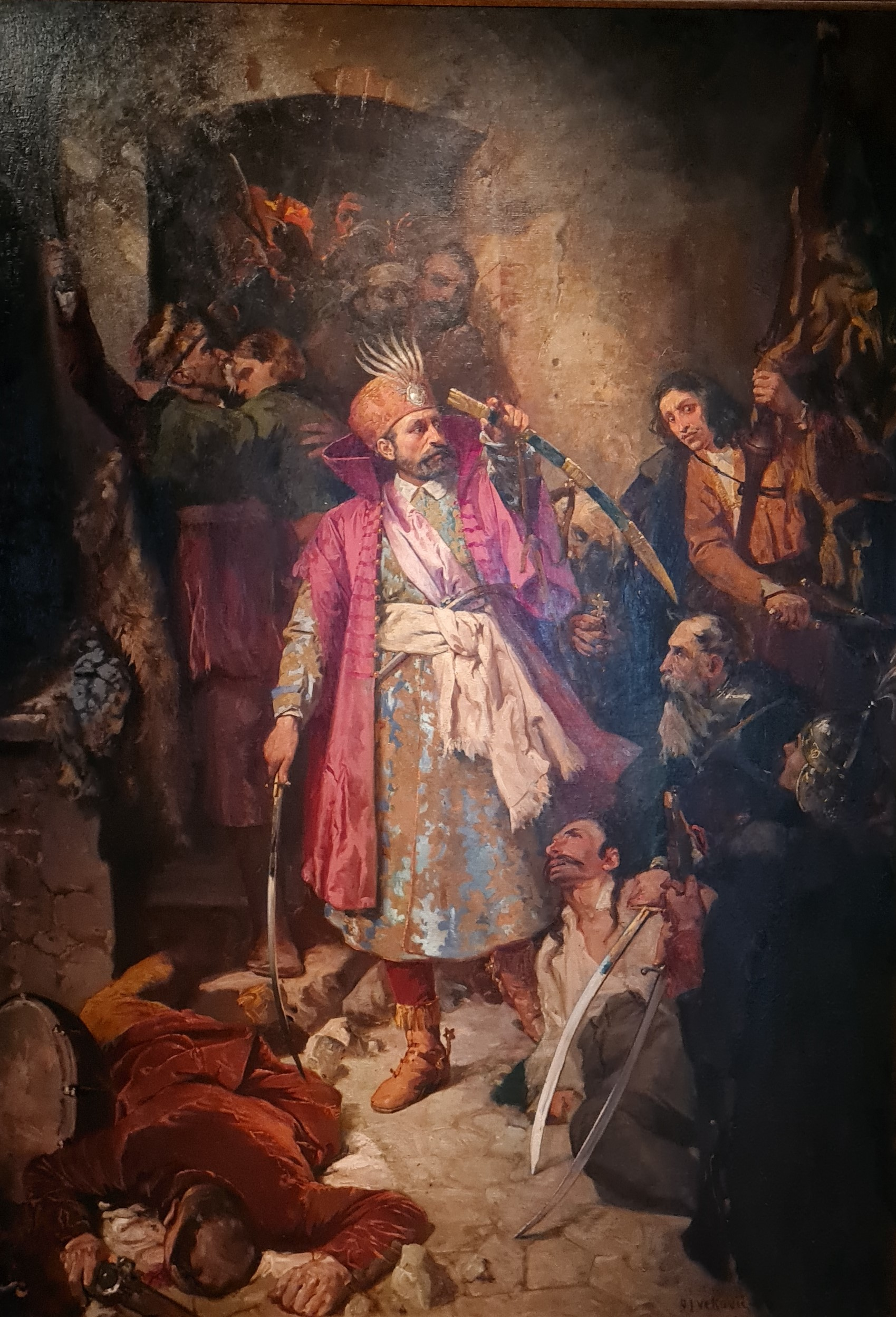
Nikola Šubić Zrinski, một đại anh hùng Croatia trong những cuộc chiến tranh chống người Ottoman

Ngay sau Trận Mohács, triều đình Habsburg đã không thành công trong việc ổn định các biên giới giữa Đế chế Ottoman và Vương quốc Croatia bằng cách lập ra một captaincy tại Bihać. Tuy nhiên, năm 1529, quân đội Ottoman đã tràn qua khu vực và chiếm Buda và Bao vây Vienna; một sự kiện sẽ dẫn tới sự hỗn loạn và bạo lực tại các vùng biên giới Croatia (xem Các cuộc chiến tranh Ottoman tại châu Âu). Sau sự thất bại của những chiến dịch quân sự đầu tiên, Vương quốc Croatia bị chia thành các đơn vị quân sự và dân sự năm 1553. Các đơn vị quân sự trở thành Croatian Krajina và Slavonian Krajina và cả hai cuối cùng trở thành các phần của Biên giới Quân sự Croatia nằm trực tiếp dưới sự kiểm soát tại Wien. Những cuộc cướp phá của Ottoman vào trong lãnh thổ Croatia kéo dài tới tận Trận Sisak năm 1593, sau đó các biên giới đã trở nên ổn định trong một khoảng thời gian. Quốc gia thời kỳ ấy được gọi là Reliquiae reliquiarum olim inclyti Regni Croatiae ("Tàn tích của tàn tích của Vương quốc Hrvatska lừng lẫy một thời"). Một trận đánh nổi tiếng trong thời kỳ này là Trận Szigetvár, khi 2,300 binh sĩ dưới sự lãnh đạo của ban Nikola Šubić Zrinski chống cự trong hai tháng trước 100.000 lính Ottoman dưới sự chỉ huy của hoàng đế Suleiman I, chiến đấu cho đến người cuối cùng. [[Hồng y Richelieu|Hồng y Richelieu]] được thông báo là đã gọi sự kiện này là "trận đánh cứu vớt nền văn minh."
Trong cuộc Đại chiến Thổ Nhĩ Kỳ, Slavonia đã được giành lại nhưng vùng đồi núi phía tây Bosnia, từng là một phần của Croatia cho tới cuộc chinh phục Ottoman, vẫn ở bên ngoài quyền kiểm soát của Croatia và biên giới hiện tại, nước này có hình dạng giống hình lưỡi liềm hay móng ngựa, đây là một di tích của lịch sử. Phần phía nam của 'móng ngựa' được thành lập bởi cuộc chinh phục Venetian sau cuộc Phong toả Zara và được coi là những cuộc chiến tranh thế kỷ XVII-XVIII với người Ottoman. Lý do về pháp lý (De jure) cho sự mở rộng Venetian là quyết định của vua Croatia, Ladislas của Naples, bán các quyền của mình với Dalmatia cho Venice năm 1409 .
Trong hơn hai thế kỷ của các cuộc Chiến tranh Ottoman, Croatia đã trải qua những thay đổi nhân khẩu to lớn. Người Croatia đã rời các vùng đất ven sông Gacka, Lika và Krbava, Moslavina tại Slavonia và một vùng đất ngày nay ở phía tây bắc Bosnia để đi về phía Áo nơi họ vẫn cư ngụ và ngày nay người Croat Burgenland là hậu duệ trực tiếp của những người định cư đó. Để thay thế những người Croat đã dời đi, triều đình Habsburg kêu gọi những dân cư Chính thống giáo của Bosnia và Serbia phục vụ hoạt động quân sự tại Croatiavà Slavonian Krajina. Người Serbia dần bắt đầu tới trong thế kỷ XVI, với đỉnh điểm là các cuộc Đại Di cư Serb năm 1690 và 1737-39. Các quyền lợi và nghĩa vụ của dân cư mới của biên giới quân sự được quyết định với Statuta Valachorum năm 1630.

### Croatiakhôi phục độc lập (XIX)
Sự phục hoạt quốc gia tại Croatia bắt đầu năm 1813 khi giám mục Zagreb Maksimilijan Vrhovac ra một lời khẩn cầu cho việc sưu tập "báu vật quốc gia". Đầu những năm 1830, một nhóm tác gia Croatia trẻ đã tụ tập Zagreb và thành lập phong trào Illyrian để đổi mới quốc gia và thống nhất mọi thực thể Nam Slavơ dưới Triều đình Habsburg. Mục tiêu lớn nhất của người Illyrian là việc thành lập một ngôn ngữ tiêu chuẩn như một đối trọng với tiếng Hungary, và ủng hộ văn học Croatia và văn hoá chính thức. Các thành viên quan trọng của phong trào này là Bá tước Janko Drašković, người khởi động phong trào khi viết một tờ rơi năm 1832, Ljudevit Gaj người được chính phủ hoàng gia Habsburg cho phép in tờ báo đầu tiên bằng tiếng Croatia, Antun Mihanović, người viết lời cho quốc ca Croatia, Vatroslav Lisinski, người soạn vở opera đầu tiên bằng tiếng Croatia, "Ljubav i zloba" ("Tình yêu và Hiểm ác", 1846), và nhiều người khác.
Lo ngại đầu tiên về người Hungary và sau đó là áp lực đồng hoá của triều đình Habsburg, Vương quốc Croatia đã luôn từ chối thay đổi vị thế ngôn ngữ chính thức của tiếng Latinh cho tới tận giữa thế kỷ XIX. Mãi tới ngày 2 tháng 5 năm 1843 tiếng Croatia lần đầu tiên mới được sử dụng trong nghị viện, cuối cùng trở thành ngôn ngữ chính thức năm 1847 vì sự nổi tiếng của phong trào Illyrian.
Thậm chí với một cộng đồng Slavơ (người Croatia) lớn, Dalmatia vẫn duy trì các cộng đồng Italia lớn tại bờ biển (tại các thành phố và hòn đảo, tập trung lớn nhất tại Istria). Theo cuộc điều tra dân số Áo-Hung năm 1816, 22% dân số Dalmatian là người nói tiếng Italia. Bắt đầu từ thế kỷ XIX, hầu hết người Dalmatia Italia dần bị đồng hoá vào văn hoá và ngôn ngữ Croatia đa số.

### Liên minh với Áo-Hung

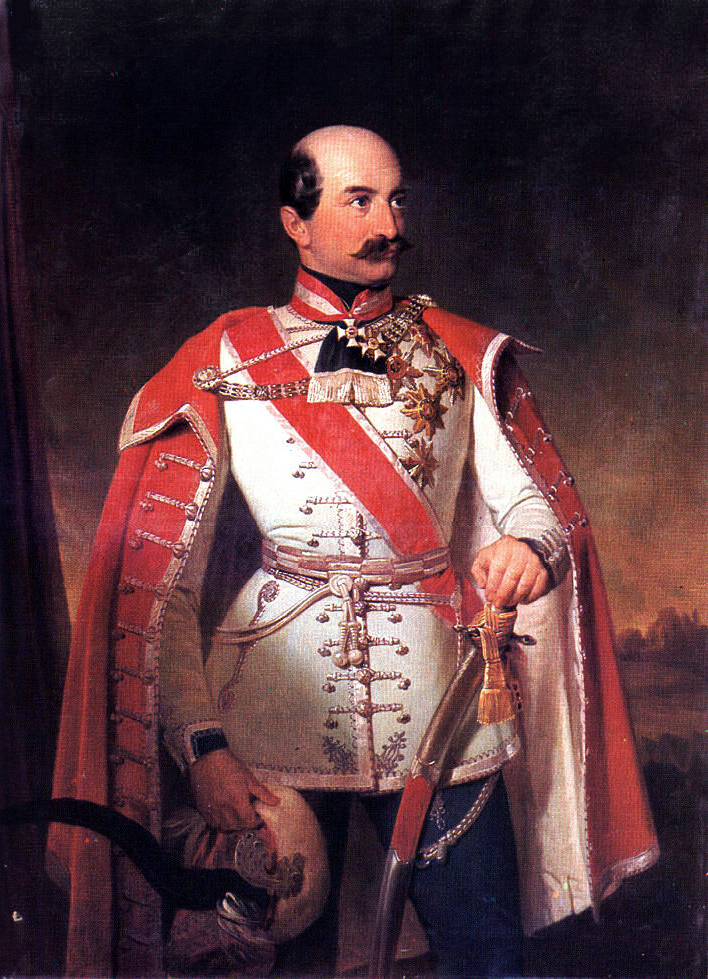
Josip Jelačić, ban của Croatia thời Cách mạng năm 1848

Câu trả lời của Croatia cho cuộc cách mạng Hungary năm 1848 là sự tuyên chiến. Các lực lượng Áo, Croatia và Nga cùng nhau đánh bại quân đội Hungary năm 1849 và sau 17 năm được ghi nhớ tại Croatia và Hungary như là sự Đức hoá. Sự thất bại sau cùng của chính sách này dẫn tới Thoả hiện Áo-Hung năm 1867 và việc thành lập một liên minh triều đình giữa Đế chế Áo và Vương quốc Hungary. Hiệp ước không giải quyết câu hỏi về vị thế của Croatia. Năm sau đó nghị viện Croatia và Hungary lập ra một hiến pháp cho liên minh và Vương quốc Croatia-Slavonia và Vương quốc Hungary.
Sau khi Đế chế Ottoman mất quyền kiểm soát quân sự với Bosnia và Herzegovina, Áo-Hung xoá bỏ Croatian Krajina và Slavonian Krajina, khôi phục lại các lãnh thổ cho Croatia năm 1881. Ở nửa sau thế kỷ XIX các đảng chính trị ủng hộ Hungary khiến người Croat chống lại người Serb với mục đích kiểm soát nghị viện. Chính sách này thất bại năm 1906 khi một liên minh Croat-Serb thắng cử. Tình hình chính trị mới xuất hiện kéo dài không thay đổi cho tới trước Thế chiến I.

## Gia nhập Vương quốc Nam Tư
Ngày 29 tháng 10 năm 1918,Sabor (nghị viện) Croatia tuyên bố độc lập, lập ra Nhà nước của người Slovene, người Croat và người Serb mới. Bị quân đội Italia tràn vào từ phía nam và phía tây gây áp lực, Hội đồng quốc gia (Narodno vijeće) bắt đầu những cuộc đàm phán mưu mô với Vương quốc Serbia và vào ngày 23 tháng 11 năm 1918, một phái đoàn được gửi tới Belgrade với mục tiêu tuyên bố một liên minh. Đoàn đại biểu Hội đồng quốc gia chuyển 11 điểm cần được thực hiện để tạo lập một nhà nước tương lai. Quan trọng nhất trong số đó là điểm đầu tiên, nói về sự cần thiết của một hiến pháp cho nhà nước mới, một đề xuất đã được hai phần ba số đại biểu thông qua. Cuối cùng, một hiến pháp cho một nhà nước tập trung đã được thông qua với đa số 50% + 1 phiếu và dẫn tới sự chấm dứt quyền tự trị nhà nước. Ngày 1 tháng 12 năm 1918, Vương quốc của người Serb, người Croat, và Slovene mới, cũng được gọi là Vương quốc Nam Tư, được thành lập. Quyết định này đã dẫn tới sự phản đối của người Croat, và họ đã bắt đầu một quá trình chuyển dịch chính trị hướng tới sự tái lập một nhà nước có chủ quyền bằng sự lãnh đạo của Đảng Nông dân Croatia. 

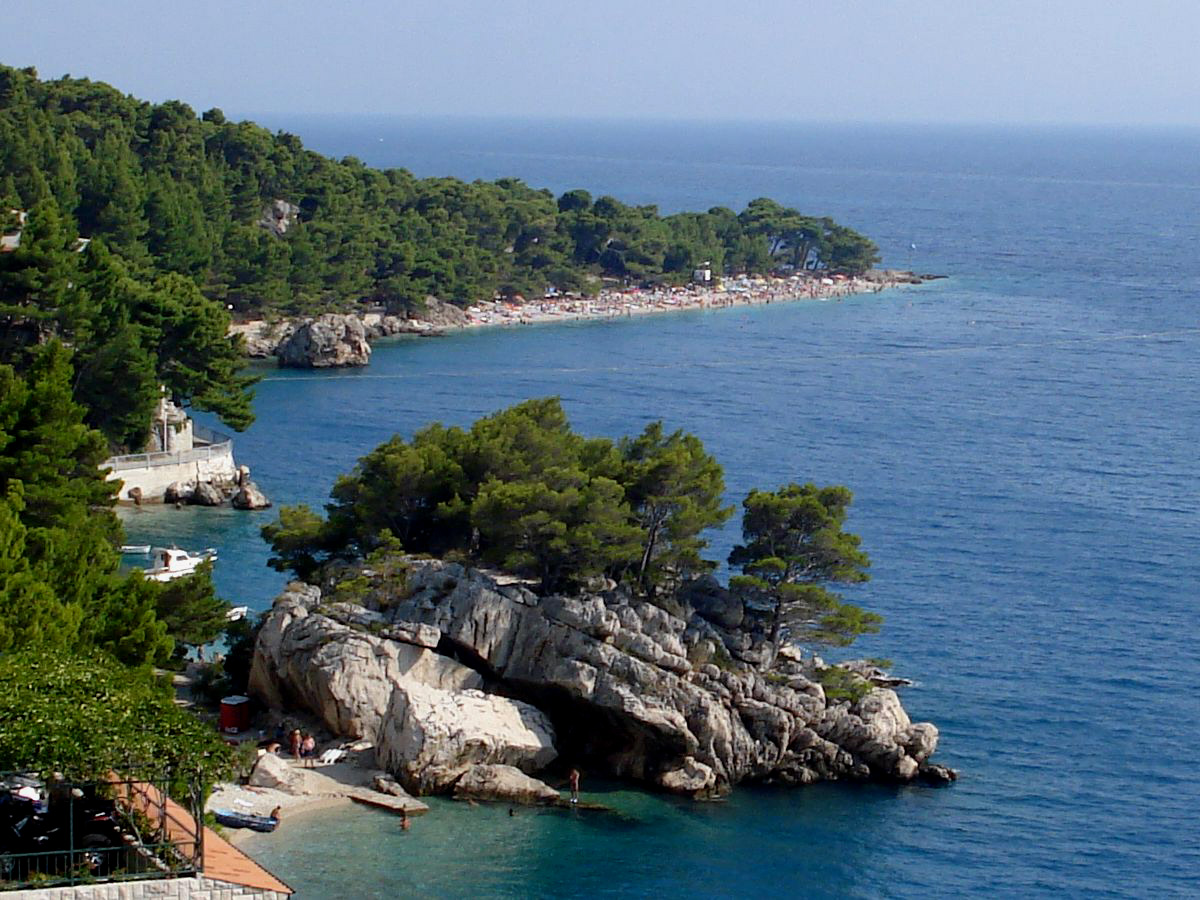
Brela tại Makarska riviera. Du lịch có tổ chức bắt đầu tại đây năm 1937 khi những khách sạn đầu tiên được xây dựng

Tình hình chính trị không lành mạnh tại Nam Tư bắt đầu xấu đi sau khi Stjepan Radić, chủ tịch CPP, bị giết hại trong toà nhà nghị viện Nam Tư năm 1928 bởi cá nhân cực đoan quốc gia Serbia Puniša Račić.
Giai đoạn hỗn loạn sau đó chấm dứt năm sau khi Vua Alexander xoá bỏ Hiến pháp, tạm đình chỉ Nghị viện và đưa ra một chế độ độc tài cá nhân. Bốn năm sau đó của chế độ Nam Tư được Albert Einstein miêu tả là một "tình trạng bạo lực kinh khủng được thực hiện chống lại người Croatia". Trong thời độc tài, Vladko Maček, lãnh đạo Đảng Nông dân Croatia, bị bỏ tù, và chỉ được phóng thích sau khi vua Alexander bị giết trong một âm mưu do phong trào cực đoan cánh hữu Croatia, Ustaše, thực hiện. Ngay khi Maček được thả, tình hình chính trị được khôi hục như trước vụ ám sát Stjepan Radić, với những yêu cầu tiếp tục của người Croatia về chủ quyền. Vấn đề Croatia chỉ được giải quyết ngày 26 tháng 8 năm 1939 bởi Thoả thuận Cvetković-Maček, khi Croatia được trao chủ quyền và được mở rộng biên giới và Maček trở thành phó thủ tướng Nam Tư. Nền hoà bình sau đó không kéo dài lâu, và chấm dứt với cuộc xâm lược của Đức năm 1941.

## Đệ nhị Thế chiến

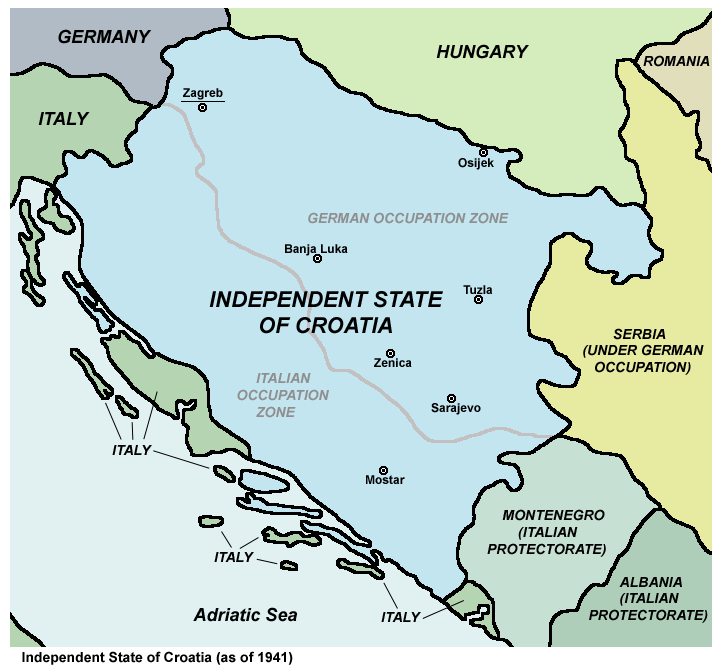

Cuộc xâm lược của Đức ngày 6 tháng 4 năm 1941 thắng lợi chỉ sau chưa tới mười ngày, chấm dứt với sự đầu hàng vô điều kiện của Quân đội Hoàng gia Nam Tư ngày 17 tháng 4. Lãnh thổ Croatia, Bosnia và Herzegovina và vùng Syrmia tại Vojvodina trở thành một nhà nước bù nhìn của Phát xít Đức được gọi là Nhà nước Croatia Độc lập. Istria, thành phố cảng của Rijeka, và một phần của Dalmatia tới tận Split bị Italia chiếm đóng. Baranja và Medjumurje bị Hungary chiếm. Dù Ustashe mới chỉ quay lại sau khi bị trục xuất, họ đã được trao trách nhiệm điều khiển chế độ mới, những kẻ chiếm đóng Phe trục ban đầu đề xuất trao chức lãnh đạo cho Vladko Maček, lãnh đạo Đảng Nông dân Croatia (HSS), nhưng ông từ chối. Chỉ một ngày sau khi tiến vào Zagreb, ngày 17 tháng 4 năm 1941, Ante Pavelić tuyên bố rằng mọi người đã xúc phạm hay tìm các xúc phạm chống lại nhà nước Croatia đều bị tuyên án phản bội - một tội danh sẽ bị tử hình. Chế độ Ustashe đưa ra các điều luật chống Semitic kiểu Nuremberg, và cũng tiến hành các cuộc thảm sát chủ yếu chống lại người Serb và những sắc tộc phi Croat khác, cũng như thành lập các trại tập trung như trại tập trung tại Jasenovac và Stara Gradiska nơi những người chống đối chế độ Ustashe và những người 'gây phiền phức' khác bị giam giữ. Các tu sĩ Cơ đốc cũng liên quan tới phong trào Ustashe, đặc biệt vị Cha Miroslav Filipović khét tiếng bị lột áo thầy tu. Tuy nhiên, những người khác như Tổng giám mục Zagreb Alojzije Stepinac không chỉ lên án các tội ác của Ustashe trong các bài giảng của mình mà còn cung cấp nơi trú ngụ và bảo vệ cho những người Serb và người Do Thái bị truy đuổi. Thư viện Ảo Do Thái ước tình rằng từ 45.000 tới 52.000 người Serb Croatia bị giết hại tại Jasenovac và khoảng 330,000 tới 390,000 người Serb là nạn nhân của toàn bộ chiến dịch diệt chủng.
Những tàn tích của Quân đội Hoàng gia Nam Tư, sau này được tổ chức lại trong Chetnik Serbia, kháng chiến chống lại sự chiếm đóng Phát xít và những kẻ cộng tác Ustashe của chúng, nhưng Chetnik Bảo hoàng Nam Tư nhanh chóng hợp tác với Phát xít Đức và Phát xít Ý. Cuộc nội chiến bùng nổ, với mọi phe phái đánh lẫn nhau. Sau này, trước "Chiến dịch Barbarossa" tấn công Liên Xô đầy bất ngờ của Hitler, một cuộc nổi dậy lớn diễn ra ngày 22 tháng 6 năm 1941 với việc tạo lập 1st Sisak Partisan Detachment. Giới lãnh đạo phong trào du kích Nam Tư nằm trong tay Josip Broz Tito người Croat, chính sách anh em và thống nhất của ông cuối cùng không những chỉ đánh bại những kẻ chiếm đóng Phe trục, mà còn nhiều kẻ cộng tác của chúng trong các lực lượng vũ trạng của Nhà nước Croatia Độc lập và những kẻ phản bội khác (có mặt trong mọi nhóm quốc gia và xã hội Nam Tư). Thắng lợi của những người du kích Nam Tư trước những kẻ chiếm đóng Phát xít và đồng minh của chúng dẫn tới các cuộc thảm sát những người Croatian Domobran (Home Guard) và Ustashe, họ bị Quân đoàn số 8 của Anh trục xuất khỏi Áo. Trong thập kỷ sau Thế chiến II, tới 350.000 người sắc tộc Italia rời bỏ Nam Tư.
Số lượng nạn nhân của Thế chiến II tại Nam Tư vẫn là một nguồn gây tranh cãi lớn giữa những nhà sử học và các viện hàn lâm quốc gia Serbia và Hrvatska một bên và các nhà nghiên cứu độc lập một bên, đáng chú ý nhất là Vladimir Žerjavić (một người Croat) và Bogoljub Kočović (một người Serb), và những người khác.

## Liên bang Nam Tư
Croatia hiện đại được thành lập trên các nguyên tắc chống phát xít AVNOJ của du kích trong thế chiến II, và nó trở thành một nước cộng hoà lập hiến của Liên bang Cộng hoà Xã hội chủ nghĩa Nam Tư. Một chế độ chuyên chính vô sản được thành lập, nhưng vì sự chia rẽ Tito-Stalin, tự do kinh tế và cá nhân tại đây tốt hơn tại Khối Đông Âu. Từ những năm 1950, nước Cộng hoà Xã hội chủ nghĩa Croatia có quyền tự trị dưới sự quản lý của giới cộng sản tinh hoa địa phương, nhưng vào năm 1967 nhóm nhà thơ và nhà ngôn ngữ Croatia có ảnh hưởng đã xuất bản một Tuyên ngôn về Vị thế và Tên của Ngôn ngữ Croatia Tiêu chuẩn. Sau những mục tiêu yêu nước năm 1968 tài liệu đó biến hình thành một phong trào chung Croatia đòi những quyền thêm nữa cho Croatia, quyền dân sự lớn hơn và nhữn yêu cầu phi tập trung hoá kinh tế. Cuối cùng ban lãnh đạo Nam Tư coi vụ Mùa xuân Croatia là một sự tái lập chủ nghĩa quốc gia Croatia, giản tán phong trào như chủ nghĩa Xô vanh và bắt giữ hầu hết các lãnh đạo quan trọng. Năm 1974, một hiến pháp mới của Liên bang Nam Tư được phê chuẩn trao nhiều quyền tự trị hơn cho các nước cộng hoà riêng biệt, và vì thế đã hoàn thành các mục tiêu chính của phong trào Mùa xuân Croatia.

## Cộng hòa Croatia độc lập
Tình cảm quốc gia, sẽ dẫn tới sự kết thúc Liên bang Nam Tư, đã lan rộng trong nhiều sắc tộc trong một số năm. Những yêu cầu của người Albani năm 1981 về Kosovo đã bị tách khỏi Serbia và chuyển thành một nước cộng hoà hợp thành bên trong Nam Tư đã dẫn tới những cuộc bạo loạn, và thái độ tương tự cũng xảy ra bên trong các nhà nước khác với cuộc Bản ghi nhớ SANU của Serbia năm 1986; Croatia và Slovenia cũng phản ứng tiêu cực năm 1989 sau khi lãnh đạo Serbia Slobodan Milošević tổ chức những cuộc đảo chính tại Vojvodina, Kosovo và Montenegro để lập ra những chính quyền sẽ trung thành với các mục tiêu của ông.
Dưới ảnh hưởng của chiến dịch tuyên truyền của Slobodan Milošević, tầm quan trọng của việc ai sẽ giành thắng lợi trong cuộc bầu cử đa đảng tại Croatia trong 50 năm đã giảm bớt. Có nghĩa là, người Serb đã có ảnh hưởng với cả lãnh đạo quốc gia người Croatia Franjo Tuđman và lãnh đạo cộng sản Ivica Račan. Franjo Tuđman, người giành thắng lợi trong cuộc bầu cử càng làm tình hình thêm nghiêm trọng. Người Serb ở Croatia rời nghị viện Croatia và lập ra Hiệp hội các Vùng đô thị Bắc Dalmatia và Lika tại Knin. Sau này nó trở thành Republika Srpska Krajina. Về những sự kiện xảy ra những năm 1990-92, Milan Babić, tổng thống Republika Srpska Krajina, sau này tuyên bố rằng ông đã "bị ảnh hưởng mạnh và bị dẫn dắt sai lầm bởi sự tuyên truyền của Serbia". Những sự kiện đó lên tới đỉnh điểm với cuộc Chiến tranh giành độc lập toàn lực của Croatia trong khoảng thời gian 1991 và 1995. Cuộc xung đột chấm dứt với Chiến dịch Cơn bão (được gọi trong tiếng Croatia là Oluja) vào mùa hè năm 1995. Những sự kiện của tháng 8 năm 1995 vẫn là chủ đề của nhiều vụ xét xử tại Toà án Hình sự Quốc tế về Nam Tư cũ, liên quan tới chiến thắng của Quân đội Croatia và việc trục xuất sắc tộc Serb .
Croatia được quốc tế công nhận ngày 15 tháng 1 năm 1992 bởi Liên minh châu Âu và Liên hiệp quốc. Trong thời điểm đó, Croatia kiểm soát chưa tới hai phần ba lãnh thổ theo pháp lý của mình. Quốc gia đầu tiên công nhận Croatia là Iceland ngày 19 tháng 12 năm 1991.

### Giai đoạn chuyển tiếp
Croatia trở thành thành viên của Hội đồng châu Âu vào năm 1996. Trong giai đoạn từ năm 1995 đến 1997, Franjo Tuđman ngày càng trở nên độc đoán hơn và từ chối chính thức công nhận kết quả bầu cử địa phương tại Thành phố Zagreb, dẫn đến Khủng hoảng Zagreb. Năm 1996, chính phủ của ông tìm cách đóng cửa Radio 101, một đài phát thanh nổi tiếng thường xuyên chỉ trích HDZ và châm biếm HDZ cũng như chính Tuđman. Khi giấy phép phát sóng của Radio 101 bị thu hồi năm 1996, khoảng 120.000 công dân Croatia đã xuống đường biểu tình tại Quảng trường Ban Jelačić để phản đối quyết định này. Tuđman đã ra lệnh trấn áp cuộc biểu tình bằng cảnh sát chống bạo động, nhưng bộ trưởng nội vụ khi đó là Ivan Jarnjak đã không tuân lệnh, và vì thế ông bị cách chức. Trong khi hai năm 1996 và 1997 là giai đoạn phục hồi hậu chiến với điều kiện kinh tế được cải thiện, thì vào năm 1998 và 1999 Croatia lại rơi vào suy thoái kinh tế dẫn đến hàng nghìn người thất nghiệp.
Phần còn lại của Krajina tự xưng, giáp với CHLB Nam Tư, đã thương lượng tiến trình tái hòa nhập hòa bình với chính phủ Croatia. Hiệp định Erdut đã biến khu vực này thành lãnh thổ bảo hộ tạm thời của Cơ quan Quản trị lâm thời Liên Hợp Quốc tại Đông Slavonia, Baranja và Tây Sirmium. Khu vực này được chính thức tái hòa nhập vào Croatia vào năm 1998.
Chính phủ của Franjo Tuđman bắt đầu mất dần sự ủng hộ do bị chỉ trích vì các thương vụ tư nhân hóa đáng ngờ đầu thập niên 1990 cũng như tình trạng bị cô lập quốc tế. Đất nước rơi vào suy thoái nhẹ trong các năm 1998 và 1999.
Tuđman qua đời năm 1999 và trong cuộc bầu cử quốc hội 2000, chính phủ dân tộc chủ nghĩa Liên minh Dân chủ Croatia (HDZ) đã bị thay thế bởi một liên minh trung tả do Đảng Xã hội Dân chủ Croatia dẫn dắt, với Ivica Račan làm thủ tướng. Cùng thời điểm, bầu cử tổng thống cũng được tổ chức và người thắng cử là chính trị gia ôn hòa Stjepan Mesić. Chính phủ mới của Račan đã sửa đổi hiến pháp, thay đổi hệ thống chính trị từ chế độ tổng thống sang chế độ nghị viện, chuyển giao phần lớn quyền hành pháp từ tổng thống sang quốc hội và thủ tướng.
Chính phủ mới cũng khởi động một số dự án xây dựng lớn, bao gồm nhà ở do nhà nước tài trợ, tái thiết để người tị nạn có thể hồi hương, và xây dựng tuyến cao tốc A1 nối Zagreb và Split – hai thành phố lớn của Croatia. Đất nước đạt được tốc độ tăng trưởng kinh tế đáng kể trong những năm này, mặc dù tỷ lệ thất nghiệp vẫn tăng cho đến năm 2001, sau đó mới bắt đầu giảm. Croatia trở thành thành viên Tổ chức Thương mại Thế giới (WTO) vào năm 2000 và khởi động Tiến trình gia nhập Liên minh châu Âu của Croatia năm 2003.

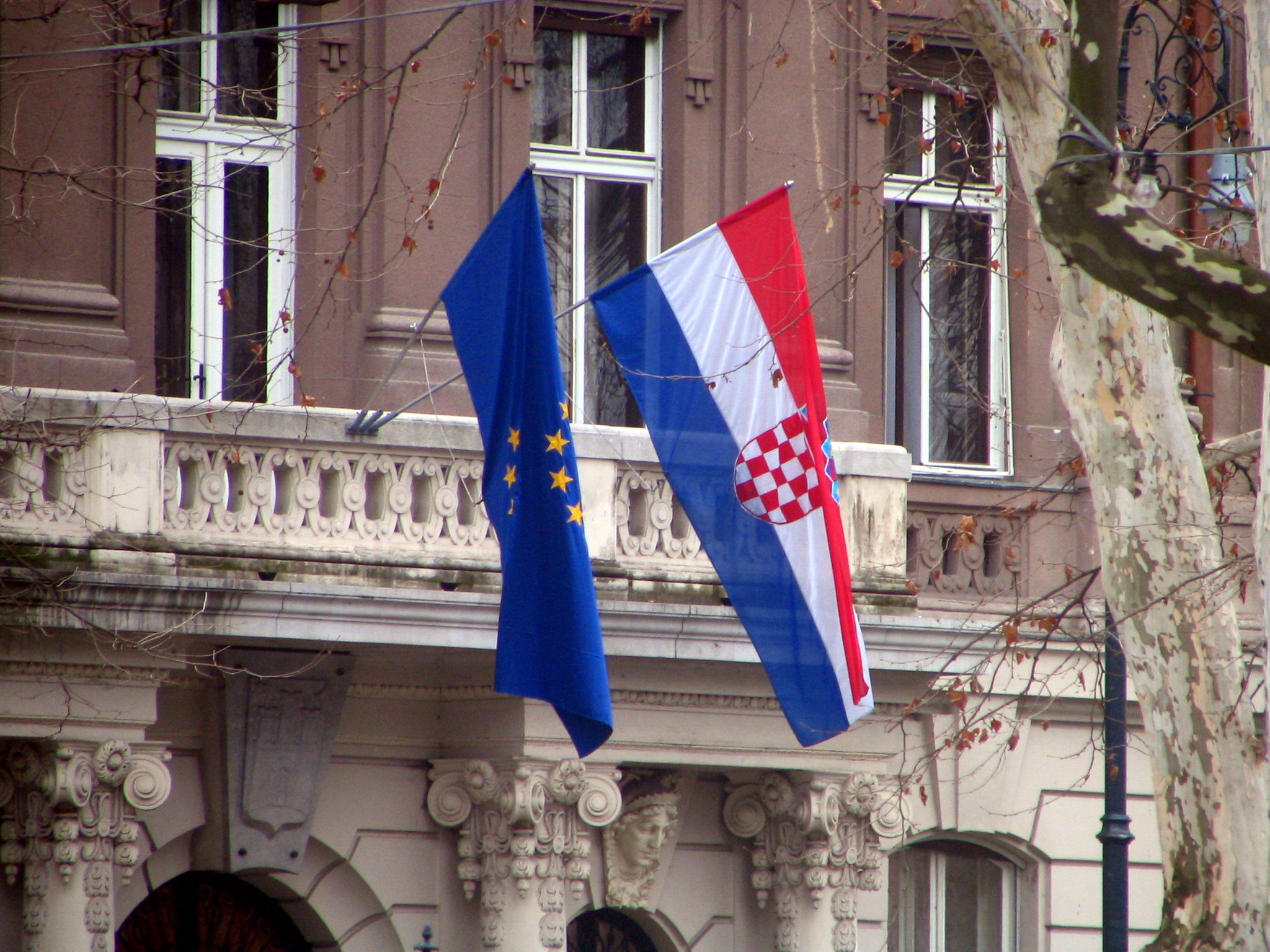
Quốc kỳ Croatia được treo cùng với Cờ châu Âu trên tòa nhà Bộ Ngoại giao và các vấn đề châu Âu tại Zagreb như một biểu tượng cho việc Croatia là thành viên của cả Hội đồng châu Âu và Liên minh châu Âu

Cuối năm 2003, cuộc bầu cử quốc hội mới được tổ chức và HDZ – nay đã cải tổ – giành chiến thắng dưới sự lãnh đạo của Ivo Sanader, người trở thành thủ tướng. Tiến trình gia nhập châu Âu bị trì hoãn bởi những tranh cãi xung quanh việc dẫn độ các tướng lĩnh quân đội cho Tòa án Hình sự Quốc tế về Nam Tư cũ (ICTY), trong đó có cả Ante Gotovina đang lẩn trốn.
Sanader tái đắc cử trong cuộc bầu cử 2007 đầy cạnh tranh. Những phức tạp khác tiếp tục cản trở tiến trình đàm phán EU, đáng chú ý nhất là Slovenia phong tỏa việc Croatia gia nhập EU giai đoạn 2008–2009. Tháng 6 năm 2009, Sanader bất ngờ từ chức và chỉ định Jadranka Kosor thay thế. Kosor áp dụng các biện pháp thắt lưng buộc bụng để đối phó khủng hoảng kinh tế và phát động chiến dịch chống tham nhũng nhắm vào quan chức nhà nước. Cuối năm 2009, Kosor ký hiệp định với Borut Pahor, thủ tướng Slovenia, cho phép tiến trình gia nhập EU được tiếp tục.
Trong Bầu cử tổng thống Croatia 2009–2010, ứng viên của SDP là Ivo Josipović đã giành chiến thắng áp đảo. Sanader tìm cách quay lại HDZ vào năm 2010 nhưng bị khai trừ, và ngay sau đó USKOK đã bắt giữ ông với nhiều cáo buộc tham nhũng.
Tháng 11 năm 2012, tòa án Croatia đã tuyên án cựu Thủ tướng Ivo Sanader – tại nhiệm từ 2003 đến 2009 – 10 năm tù vì nhận hối lộ. Sanader cho rằng vụ án chống lại ông mang động cơ chính trị.
Năm 2011, hiệp định gia nhập được ký kết, mở đường cho Croatia trở thành thành viên.
Bầu cử quốc hội Croatia 2011 được tổ chức vào ngày 4 tháng 12 năm 2011 và Liên minh Kukuriku đã giành thắng lợi. Sau bầu cử, chính phủ trung tả được thành lập dưới sự lãnh đạo của thủ tướng mới Zoran Milanović.

### Thành viên Liên minh châu Âu và NATO (2013–nay)

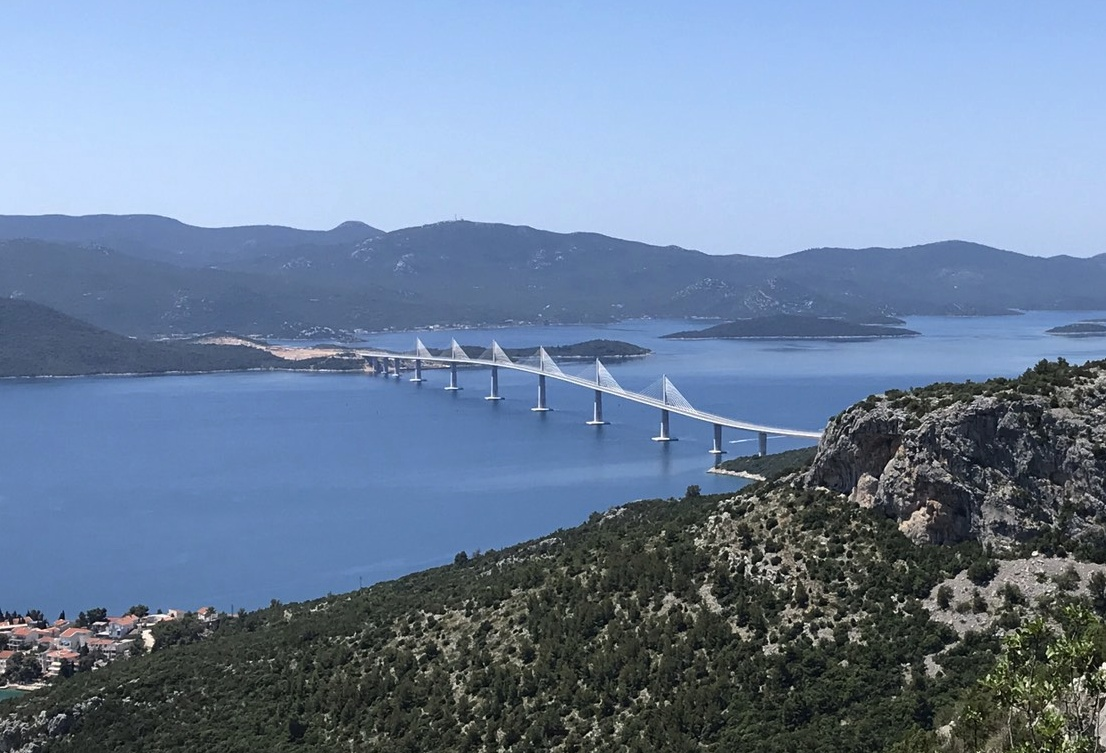
Cầu Pelješac tháng 6 năm 2022.

Sau khi Hiệp ước Gia nhập 2011 được phê chuẩn và trưng cầu dân ý về tư cách thành viên EU năm 2012 thành công, Croatia chính thức gia nhập Liên minh châu Âu vào ngày 1 tháng 7 năm 2013.
Việc Croatia gia nhập NATO diễn ra vào năm 2009. Đất nước này tham gia Chương trình Đối tác vì Hòa bình năm 2000, bắt đầu quá trình gia nhập liên minh. Croatia nhận được lời mời gia nhập tại hội nghị thượng đỉnh Bucharest 2008 và chính thức trở thành thành viên đầy đủ vào ngày 1 tháng 4 năm 2009.
Trong Bầu cử tổng thống Croatia 2014–2015, Kolinda Grabar-Kitarović trở thành nữ Tổng thống đầu tiên của Croatia.
Bầu cử quốc hội Croatia 2015 dẫn đến chiến thắng của Liên minh Yêu nước – liên minh này đã thành lập chính phủ mới với Cầu Các Danh sách Độc lập. Tuy nhiên, một cuộc bỏ phiếu bất tín nhiệm đã khiến Nội các Tihomir Orešković sụp đổ. Sau Bầu cử quốc hội Croatia 2016, Nội các Andrej Plenković được thành lập.
Tháng 1 năm 2020, cựu thủ tướng Zoran Milanović của Đảng Dân chủ Xã hội (SDP) giành chiến thắng trong Bầu cử tổng thống Croatia 2019–2020. Ông đánh bại đương kim tổng thống trung hữu Kolinda Grabar-Kitarović của Đảng Liên minh Dân chủ Croatia (HDZ). Tháng 3 năm 2020, thủ đô Zagreb của Croatia hứng chịu trận động đất 5,3 độ Richter gây thiệt hại nghiêm trọng cho thành phố. Tháng 7 năm 2020, đảng trung hữu cầm quyền HDZ giành chiến thắng trong bầu cử quốc hội. Ngày 12 tháng 10 năm 2020, phần tử cực hữu Danijel Bezuk đã tấn công vào tòa nhà chính phủ Croatia, bắn bị thương một cảnh sát và sau đó tự sát. Tháng 12 năm 2020, Banovina, một trong những khu vực kém phát triển của Croatia, đã bị rung chuyển bởi trận động đất 6,4 độ Richter khiến nhiều người thiệt mạng và thị trấn Petrinja bị tàn phá. Trong suốt hai năm rưỡi của đại dịch COVID-19, 16.103 công dân Croatia đã tử vong vì căn bệnh này. Tháng 3 năm 2022, một chiếc máy bay không người lái Tu-141 sản xuất tại Liên Xô đã rơi xuống Zagreb, nhiều khả năng có liên quan đến Cuộc xâm lược Ukraina 2022 của Nga. Ngày 26 tháng 7 năm 2022, chính quyền Croatia khánh thành Cầu Pelješac, kết nối phần cực nam của đất nước với phần còn lại. Ngày 1 tháng 1 năm 2023, Croatia chính thức trở thành thành viên của cả Khu vực đồng euro và Khu vực Schengen.